# Tallián Miklós
Tallián Miklós (1666. március 6. – Nagyszombat, 1738. december 23.) jezsuita szerzetes, áldozópap.

## Életpályája
1688. február 24-én lépett a rendbe; tanította a humaniórákat és a retorikát; több rendház főnöke volt és 70 éves koráig hitszónok. 1713-ban a marosvásárhelyi római katolikus tanoda és neveldeház második igazgatója volt Körmöndi páter után. Hippói Szent Ágoston munkáiból több kötetre való kivonatot írt (ezek kéziratban maradtak). Szónoki kiválóságáról egyik levelében megemlékezett gr. Kornis Zsigmond, egykori gubernátor.